# E.N.I.

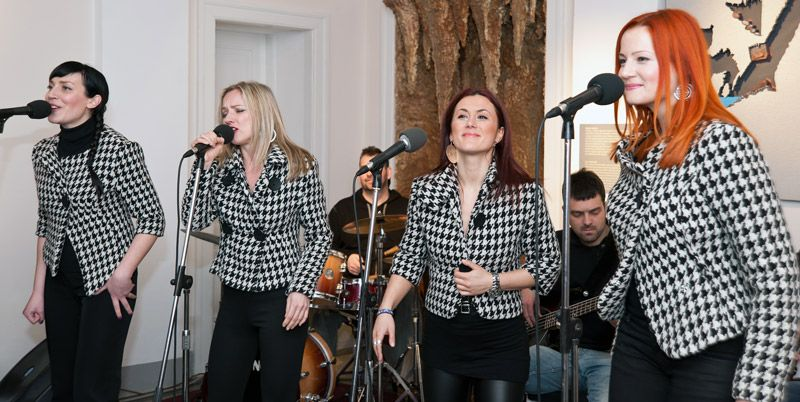
E.N.I. (2011)

E.N.I. ist eine kroatische Popband. Sie besteht aus vier Sängerinnen. Die Band wurde im Jahre 1996 gegründet und nahm 1997 am Eurovision Song Contest teil. Das Bandkürzel E.N.I. steht für Elena Tomeček, Nikolina Tomljanović, Ivona Maričić und Iva Močibob.

## Geschichte
Die Band E.N.I. besteht seit 1996. Durch den Gewinn des kroatischen Teenfestivals „Modri biser Rovinja“ begann die erfolgreiche Bandgeschichte. Ihr Debütalbum gab die Band unter dem Titel Putkozazi predstavljaju: E.N.I. i Vivien Galetta 1996 heraus.
Im Jahre 1997 gewann die Band den ersten Platz beim kroatischen Musikfestival Dora. Damit vertraten E.N.I. mit dem Lied Probudi me Kroatien beim Eurovision Song Contest in Dublin und belegten den 17. Platz. Weitere Auftritte bei Musikfestivals folgten, darunter auf den kroatischen Musikfestivals Zadarfest, Arenafest und Splitski festival.

## Diskografie

### Alben
- 1996: Probudi me
- 1997: Saten
- 2003: Da capo
- 2007: Oči su ti ocean

### Musikfestivals/Kompilationen
- 1997: Dora
- 1997: Dance 1
- 2006: Eurovizija
- 2008: Porin 08

### Lieder
- Bez pitanja
- Ča je ča
- Čuvaj me ti
- Everybody (Move Your Body)
- Gore je bolje
- Ima tu nešto
- Ja znam
- K’o vatre i plamen
- Kap po kap
- Kraj
- Ljubav je tu
- Mara Pogibejčić
- Mensonge (Francuska)
- Mi možemo sve
- Mona Lisa
- Na svijet dolazi ljubav
- Ne okreći lice
- Ne znaš ti što mi treba
- Ne žuri, djevojčice
- Oči su ti ocean
- Orion
- Pobijedi me
- Probudi me
- Prvi dan
- Reci mi kako
- Rijetko te viđam sa djevojkama
- Sama
- Samo jednom se ljubi
- Say, say, say
- Sol u čaju
- Špreha
- Ti i ja
- Ti si moja ruža
- Traži se dečko
- Vatra
- Večeras
- Wake Me Up
- You’re the One
- Za tebe